# Zeqirja Ibrahimi
Zeqirja Ibrahimi (mac. Зеќирија Ибрахими; ur. 14 czerwca 1977 w Ljubotenie) – północnomacedoński polityk pochodzenia albańskiego. Absolwent studiów doktorskich z zakresu filologii na Uniwersytecie Świętych Cyryla i Metodego w Skopju, w latach 2016–2020 deputowany do Zgromadzenia Republiki Macedonii Północnej z ramienia Ruchu Besa.